# رناتو توری
رناتو توری (ایتالیایی: Renato Turi؛ ‏ ۱۲ مهٔ ۱۹۲۰ – ۵ آوریل ۱۹۹۱) بازیگر، صداپیشه و مدیر دوبلاژ اهل ایتالیا بود.
از فیلم‌هایی که وی در آن‌ها نقش داشته است، می‌توان به در آخرین لحظه، گاریبالدی و شماره یک اشاره نمود.